# 東海学院大学短期大学部
東海学院大学短期大学部（とうかいがくいんだいがくたんきだいがくぶ、英語: Tokai Gakuin University school of Junior College division）は、岐阜県各務原市那加桐野町に本部を置く日本の私立大学。1945年創立、1963年大学設置。大学の略称は不詳。

## 概観

### 大学全体
- 岐阜県各務原市に所在する日本の私立短期大学で、設置主体は学校法人神谷学園[1]。
- 1963年に東海女子短期大学として開学。学科の増設のあって最大で3学科[注 5]からなっていたが、2008年度より共学化に伴い、児童教育学科のみ[注 6]と規模が縮小されている。

### 教育および研究
- 東海学院大学短期大学部には幼児教育学科が設置されており、幼稚園教員・保育者など幼児教育のエキスパート育成に力をいれている。

### 学風および特色
- 東海学院大学短期大学部は兄弟校の東海学院大学（4年制の学部）とキャンパスが共同となっている関係上、両者同士の交流が盛んである。

## 沿革
- 1945年
  - 本短期大学の源流とされる岐阜服装学院が開校[2]。
- 1963年
  - 1月21日 左記を以て文部省[注 7]より短期大学の設置が認可される[注 8]。
  - 4月1日 東海女子短期大学が以下の学科体制にて開学[5]。
    - 家政科 入学定員50名[注 9]

  - 5月1日 学生数[7]/定員
    - 家政科 55[注釈 1]/50
- 1964年
  - 4月1日 第二部が併設され、以下の学科体制をとる[8]。
    - 家政科
      - 第一部[注釈 2]
      - 第二部[注釈 2]

  - 5月1日 学生数[10]/定員
    - 家政科
      - 第一部 94[注釈 1]/100
      - 第二部 ？[注釈 3]/50
- 1965年
  - 4月1日 家政科第一部の入学定員を50→80に増員し、なおかつ以下の通り専攻分離する[11]。
    - 被服専攻 入学定員45名[注釈 4]
    - 食物専攻 入学定員35名[注釈 4]

  - 5月1日 学生数[13]/定員
    - 家政科
      - 第一部 212[注釈 1]/200
      - 第二部 ？[注釈 3]/100
- 1966年
  - 4月1日 この年度における出来事は以下の通りとなっている[14]。
    - 以下の学科を増設する。
      - 初等教育科[注釈 5]
      - 英文科
        - 第一部[注釈 5]
        - 第二部[注釈 5]

    - 以下、入学定員増あり。
      - 家政科
        - 第一部
          - 被服専攻 45→50[注釈 6]
          - 食物栄養専攻 35→130[注釈 6]

  - 5月1日 学生数[16]/定員
    - 家政科 
      - 第一部
        - 被服専攻 217[注釈 1]/95
        - 食物栄養専攻 219[注釈 1][注 10]/165

      - 第二部 62[注釈 1]/100

    - 英文科 
      - 第一部 50[注釈 1]/50
      - 第二部 25[注釈 1]/50

    - 初等教育科 116[注釈 1]/50
- 1967年
  - 4月1日 以下、入学定員の増員あり[注 11]。
    - 家政科第一部部被服専攻 50→70
    - 初等教育科 50→80

  - 5月1日 学生数[20]/定員
    - 家政科 
      - 第一部
        - 被服専攻 365[注釈 1]/120
        - 食物栄養専攻 321[注釈 1][注 12]/260

      - 第二部 129[注釈 1]/100

    - 英文科 
      - 第一部 145[注釈 1]/100
      - 第二部 73[注釈 1]/100

    - 初等教育科 372[注釈 1]/130
- 1968年
  - 4月1日
    - 初等教育科の入学定員を80→130に増員[注 13]。

  - 5月1日 学生数[23]/定員
    - 家政科 
      - 第一部 623[注釈 1]/400
      - 第二部 112[注釈 1]/100

    - 英文科 
      - 第一部 155[注釈 1]/100
      - 第二部 60[注釈 1]/100

    - 初等教育科 471[注釈 1]/210
    - 以下の学科については、この年度で学生募集を最終とする[注 14]。
      - 英文科第二部[注 15]
- 1970年
  - 4月1日 家政科に以下の課程を増設する[注 16]。
    - 生活デザイン専攻 入学定員30名[注 17]

  - 5月1日 学生数[28]/定員
    - 家政科 
      - 第一部 579[注釈 1]/400
      - 第二部 99[注釈 1]/100

    - 英文科 
      - 第一部 181[注釈 1]/100
      - 第二部 50[注釈 1]/50

    - 初等教育科 559[注釈 1]/260
- 1973年
  - 4月1日
    - この年度の入学生より、初等教育科を以下の通り改組する[注 18]。
      - 児童教育学科[注 19]
        - 初等教育専攻 入学定員100名
        - 幼児教育専攻 入学定員50名

  - 5月1日 学生数[33]/定員
    - 家政科 
      - 第一部 557[注釈 1]/400
      - 第二部 70[注釈 1]/100

    - 英文科 
      - 第一部 194[注釈 1]/100
      - 第二部 -[注釈 1]/-

    - 児童教育学科 817[注釈 1]/280
- 1975年
  - 4月1日 以下。学科の改称あり[注 20]
  - 5月1日 学生数[36]/定員
    - 家政学科 
      - 第一部 652[注釈 1]/400
      - 第二部 37[注釈 1]/100

    - 英文学科 
      - 第一部 187[注釈 1]/100
      - 第二部 -[注釈 1]/-

    - 児童教育学科 922[注釈 1]/300
- 1982年
  - 4月1日 英文学科の入学定員を50→100に増員[注 21]。
  - 5月1日 学生数[42]/定員
    - 家政学科 
      - 第一部 534[注釈 1]/400
      - 第二部 4[注釈 1]/100

    - 英文学科 212[注釈 1]/150
    - 児童教育学科 609[注釈 1]/300
- 1983年
  - 4月1日 児童教育学科初等教育専攻の入学定員を100→150へ増員[注 22]。
  - 5月1日 学生数[45]/定員
    - 家政学科 
      - 第一部 595[注釈 1]/400
      - 第二部 -[注釈 7]/100

    - 英文学科 228[注釈 1]/200
    - 児童教育学科 519[注釈 1]/350
- 1984年
  - 5月1日 学生数[46]/定員
    - 家政学科 
      - 第一部 578[注釈 1]/400
      - 第二部 -[注釈 7]/100？

    - 英文学科 236[注釈 1]/200
    - 児童教育学科 ？[注釈 7]/400
- 1985年
  - 以下については左記をもって正式に廃止となる[注 23]。
    - 家政学科第二部

  - 5月1日 学生数[49]/定員
    - 家政学科 454[注釈 1]/400
    - 英文学科 257[注釈 1]/200
    - 児童教育学科 413[注釈 1]/400
- 1986年
  - 4月1日 以下の通り入学定員増あり[注 24]。
    - 英文学科 100→200[注釈 8]
    - 家政学科 
      - 被服専攻 70→120[注釈 8]
      - 食物栄養専攻 100→150[注釈 8]
      - 生活デザイン専攻 30→50[注釈 8]

  - 5月1日 学生数[56]/定員
    - 家政学科 519[注釈 1]/520
    - 英文学科 333[注釈 1]/300
    - 児童教育学科 428[注釈 1]/400
- 1987年
  - 5月1日 学生数[57]/定員
    - 家政学科 685[注釈 1]/640
    - 英文学科 389[注釈 1]/400
    - 児童教育学科 504[注釈 1]/400
- 1991年
  - 4月1日 児童教育学科幼児教育専攻の入学定員を50→100に増員[注 25]。
  - 5月1日 学生数[62]/定員
    - 家政学科 826[注釈 1]/640
    - 英文学科 500[注釈 1]/400
    - 児童教育学科 628[注釈 1]/450
- 1992年
  - 5月1日 学生数[注 26]/定員
    - 家政学科 743[注釈 1]/640
    - 英文学科 501[注釈 1]/400
    - 児童教育学科 645[注釈 1]/500
- 1999年
  - 5月1日 学生数[65]/定員
    - 家政学科 417[注釈 1]/640
    - 英文学科 127[注釈 1]/400
    - 児童教育学科 524[注釈 1]/500
- 2000年
  - 4月1日 以下、名称変更ほかあり[注 27]。
    - 家政学科→生活学科
      - 被服専攻→衣生活専攻[注 28]
      - 生活デザイン専攻→住生活専攻[注 29]
      - 食物栄養専攻 入学定員を150→128に減員。

    - 英文学科の入学定員を200→100に減員。
- 2001年
  - 4月1日 この年度における出来事を以下、列挙する[注 30]。
    - 以下の学科を増設する。
      - 人間福祉学科 入学定員80名

    - 以下、減員あり。
      - 英文学科 100→90[注 31]
      - 児童教育学科初等教育専攻 150→80
      - 生活学科食物栄養専攻 128→120

    - 生活学科における以下の専攻課程ついては、この年度で学生募集を最終とする[注 32]。
      - 衣生活専攻
      - 住生活専攻

    - この年度の入学生より、英文学科を以下の学科に改組される。
      - コミュニケーション学科 入学定員70名
- 2002年
  - 4月1日 この年度の入学生より生活学科食物栄養専攻を食物栄養学科として改組[注 33]。
- 2003年
  - 4月1日
    - 専攻科の設置が認められ、以下の専攻課程を設ける[注 34]
      - 福祉専攻 入学定員30名
- 2004年
  - 4月1日 以下、減員あり[注 35]。
    - コミュニケーション学科 90→70
    - 食物栄養学科 100→80
    - 児童教育学科初等教育専攻 80→50
- 2006年
  - 4月1日 人間福祉学科を介護福祉学科に改称[注 36]。
- 2007年
  - 4月1日 以下の学科については、この年度で学生募集を最終とする[注 37]。
    - コミュニケーション学科[注釈 9]
    - 食物栄養学科[注釈 9]
    - 介護福祉学科[注釈 9]
- 2008年
  - 4月1日 東海学院大学短期大学部と改称[注 38]。
  - 4月1日 この年度の入学生より、児童教育学科初等教育専攻を以下の専攻課程に改組される[注 39]。
    - ジュニアスポーツ教育専攻
- 2012年
  - 4月1日 児童教育学科における以下の専攻については、この年度で学生募集を最終とする[注 40]。
    - ジュニアスポーツ教育専攻
- 2014年
  - 4月1日 児童教育学科幼児教育専攻を幼児教育学科に改組される[注 41]。
- 2015年
  - 1月 平成27年度大学入試センター試験参加短期大学の1校となる[95]。
- 2016年
  - 1月 平成28年度大学入試センター試験参加短期大学の1校となる[96]。
- 2019年
  - 4月1日 幼児教育学科の入学定員を150→100へ減員[注 42]。

## 基礎データ

### 所在地
- 岐阜県各務原市那加桐野町

### 象徴
- カレッジマークについてはホームページほか右記資料も参照のこと[注 43]。

## 教育および研究

### 組織

#### 学科
- 幼児教育学科 入学定員100名[1]
  - 幼児教育コース
  - ジュニアスポーツ教育コース

学科の変遷
- 児童教育学科
  - 初等教育専攻→ジュニアスポーツ教育専攻 入学定員50名[注 44]
  - 幼児教育専攻→幼児教育学科
- 家政科→生活学科
  - 第一部
    - 衣生活専攻 入学定員60名[注釈 10]
    - 住生活専攻 入学定員56名[注釈 10]
    - 食物栄養専攻→食物栄養学科 入学定員80名[注釈 11]

  - 第二部 入学定員50名[注 45]
- 英文科
  - 第一部→英文学科→コミュニケーション学科 入学定員70名[注釈 11]
  - 第二部 入学定員50名[注 46]
- 介護福祉学科 入学定員80名[注釈 11]

#### 専攻科
- 福祉専攻 入学定員30名[注釈 12]

#### 取得資格について
- 現在、幼稚園教諭二種免許状のほか、幼児教育コース（旧幼児教育専攻）では保育士・司書資格がそれぞれ取得できるようになっている。
- 旧初等教育専攻では小学校教諭二種免許状・司書教諭免許状[注 47]が取得できた。
- かつては、中学校教諭二種免許状の課程が設置されていた[注 48]。
  - 家庭：かつては生活学科の全専攻に設けられていた[注 49]。
  - 英語：コミュニケーション学科の前身である英文学科にて設けられていた[注 50]。
- 栄養士資格・栄養教諭二種免許状の課程が食物栄養学科にて設置されていた[113]。
- 介護福祉学科では、介護福祉士資格を取得することが卒業の前提とされていた[113]。

#### 附属機関
- 図書館

### 研究
- 『東海女子短期大学紀要』[114]
- 『東海学院大学短期大学部 研究・活動報告一覧』[115]

## 学生生活

### 部活動・クラブ活動・サークル活動
- 東海学院大学短期大学部には、旧来の東海女子短期大学にあったものも含めて以下のものがある。
  - 体育系：バドミントン・バレーボール・ソフトテニス・ソフトボール・卓球・剣道ほか
  - 文化系：演劇・児童文化・ブラスバンド・ユネスコほか

### 学園祭
- 東海学院大学短期大学部の学園祭は、併設の東海学院大学と合同で実施されているのが特徴である。概ね毎年10月に行われており、学園祭に引き続き「東海芸術祭」も行われる。東海女子短期大学だった時は「東女祭」という名称であった。

### スポーツ
- 東海女子短期大学だった頃、バドミントン部が1991年・92年でのインカレで優勝している。また、バレーボール部も97年の東海大学リーグ戦で初優勝という実績をもつ。

## 施設

### キャンパス
- 交通アクセス：JR岐阜駅または名鉄名古屋本線・各務原線名鉄岐阜駅より公共バス。
  - JR高山本線那加駅からのスクールバスもある

## 対外関係

### 他大学との協定
- 東海学院大学短期大学部では、以下のアメリカ大学との係わりがあった。
  - ハワイロア大学
  - ハワイヒロ大学
  - ホノルル大学
  - ゴールデンステート大学
  - ニューヨークファッション工科大学
  - ウイリアム大学
  - イギリスではケンブリッジ大学がある。
  - 日本では放送大学がある。[116]

### 兄弟校
- 東海学院大学 - 法制上、東海学院大学短期大学部と東海学院大学（4年制の学部）は互いに独立した4年制大学と短期大学である。

## 卒業後の進路について

### 編入学・進学実績
- 概ね併設の東海学院大学への編入学者が多いものとなっている。